# Satz von Hölder (Gruppenwirkungen)
In der Mathematik ist der Satz von Hölder ein klassischer Satz aus der Theorie der Gruppenwirkungen. Er macht eine Aussage über Gruppenwirkungen auf den reellen Zahlen und hat zahlreiche Verallgemeinerungen für Gruppenwirkungen auf anderen Räumen.

## Aussage des Satzes
Sei {\displaystyle G} eine Gruppe orientierungserhaltender Homöomorphismen der reellen Zahlengerade {\displaystyle \mathbb {R} }, so dass keines der Elemente {\displaystyle g\not =1} einen Fixpunkt {\displaystyle x\in \mathbb {R} } hat. 
Dann ist {\displaystyle G} eine abelsche Gruppe.